# فرناندو فجاردو
فرناندو فجاردو (بالإسبانية: Fernando Fajardo)‏ (3 يونيو 1975 بمونتفيدو في الأوروغواي - ) هو لاعب كرة قدم أوروغواني في مركز الدفاع. لعب مع بنيارول وديفينسور سبورتينغ وسلتا فيغو ونادي ألباسيتي ونادي إلتشي وناسيونال مونتيفيديو وفيلا إسبانيول ‏ وأتليتيكو بروغريسو ‏ وFuerza Amarilla S.C. ‏ وTorrellano CF ‏ وسنترو أتلتيكو فينكس ‏.

## روابط خارجية
- فرناندو فجاردو على موقع قاعدة بيانات كرة القدم.إي يو (الإنجليزية)
- فرناندو فجاردو على موقع قاعدة بيانات كرة القدم.إي يو (الإنجليزية)
- فرناندو فجاردو على موقع Soccerway.com (الإنجليزية)